# Maksymilian Landesberger
Maksymilian Landesberger (ur. 13 czerwca 1818 we Lwowie, zm. 25 stycznia 1895 w Wiedniu) – prawnik żydowski, polityk poseł na Sejm Krajowy Galicji i do austriackiej Rady Państwa
Ukończył Gimnazjum Akademickie we Lwowie (1825-1831) a następnie Wyższe Studium Filozoficzne w Brnie (1833-1837) oraz studia prawnicze najpierw we Lwowie potem w Wiedniu (1836). Na tym ostatnim w 1839 uzyskał tytuł doktora praw. Od 1840 członek założyciel Synagogi Postępowej we Lwowie. Prowadził kancelarię adwokacką we Lwowie i Kołomyi(1848-1868) a następnie w Wiedniu. W latach 1849–1868 członek Rady Miasta we Lwowie.
Poseł do Sejmu Krajowego Galicji I kadencji (1865–1866) i II kadencji (1867–1869) Wybrany w I kadencji w III kurii obwodu Kołomyja, z okręgu wyborczego Miasto Kołomyja, w 1865 na miejsce Lazara Dubsa Był rzecznikiem równouprawnienia Żydów, wielokrotnie w tej sprawie występował w Sejmie.
Poseł do Rady Państwa w Wiedniu II kadencji (20 maja 1867 – 7 kwietnia 1870), wybranego z okręgu miast Stanisławów, Stryj, Kołomyja. W parlamencie austriackim członek Koła Polskiego. Był także członkiem komisji zajmującej się prawem o szkodach wojennych a także komisji do uregulowania spraw adwokatury,

## Rodzina
Pochodził z zamożnej żydowskiej rodziny. Od 1850 mąż Pauliny z domu Konitz, mieli syna i dwie córki.